# Palle Suenson
Palle Suenson,  född 6 juli 1904 på Frederiksberg, död 14 juli 1987, var en dansk arkitekt.
Efter studentexamen 1922 utexaminerades Suenson från Kunstakademiets Arkitektskole 1930. Han var lärare vid Den Kongelige Veterinær- og Landbohøjskole 1931–1934 och därefter vid Kunstakademiets arkitektskole. Han var professor i byggnadskonst 1941–1971, dekanus för arkitektskolan 1943–1946 och rektor för akademiens skolor 1956–1965.

## Utmärkelser
- Riddare av Dannebrogorden,  1950[3]
- Riddare av första klass av Dannebrogorden,  1958[3]
- Kommendör av Dannebrogorden,  1965[3]

[Redigera Wikidata]